# LVII Esposizione internazionale d'arte di Venezia

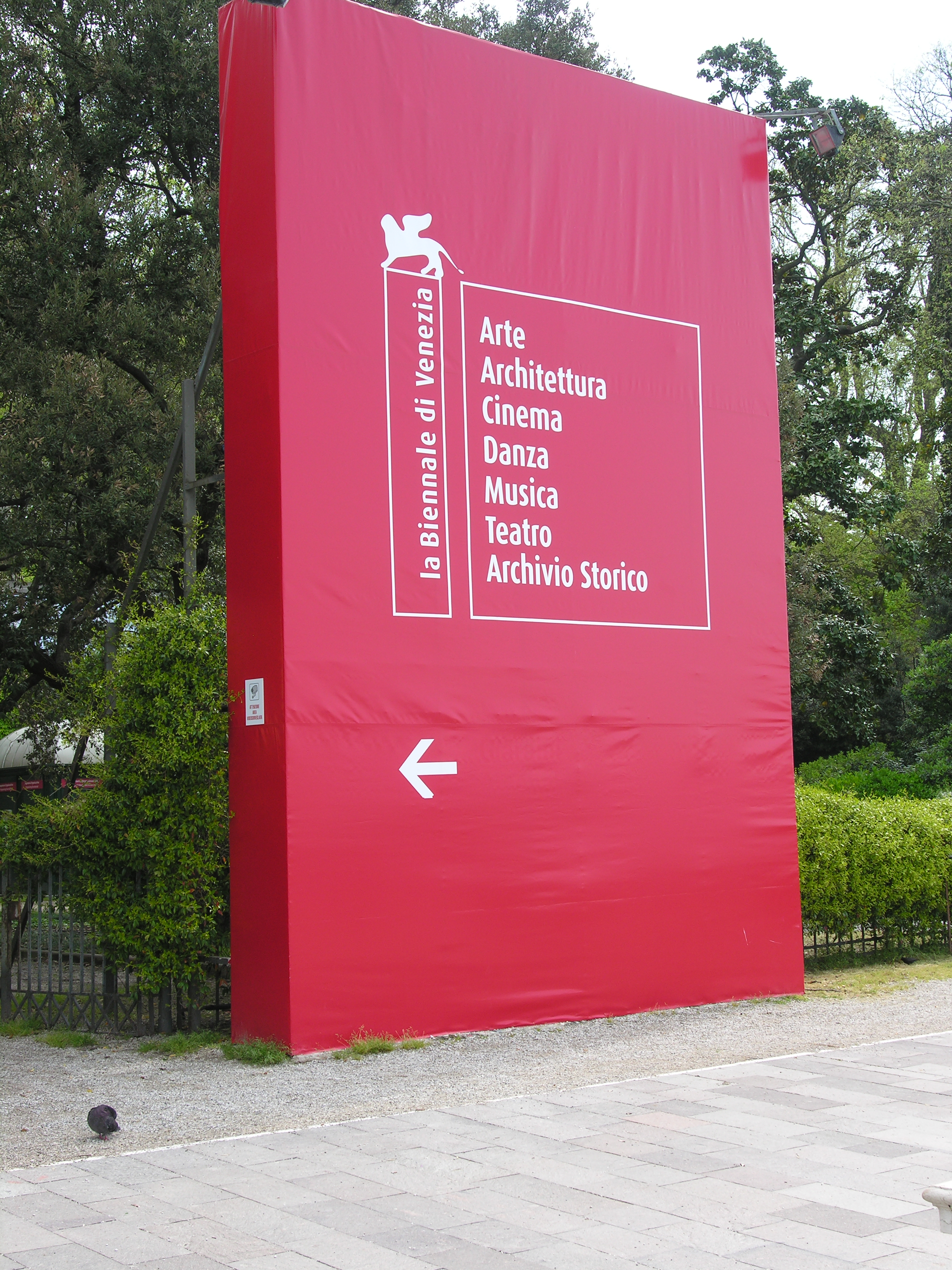
Ingresso dei Giardini della Biennale

La 57ª edizione dell'Esposizione Internazionale d'Arte è stata inaugurata a Venezia il 13 maggio 2017 (con pre-apertura il 10, 11 e 12 maggio), è stata chiusa il 26 novembre, e si è svolta sotto la direzione artistica della francese Christine Macel che ha scelto come titolo della manifestazione Viva Arte Viva.
Il 10 maggio si è tenuta la conferenza stampa di presentazione nella sede di Ca' Giustinian e in diretta streaming.
Il 13 maggio si è tenuta la cerimonia di inaugurazione e di premiazione nella Sala delle colonne di Ca' Giustinian e in diretta streaming.
Nella conferenza stampa di chiusura, il presidente della Biennale Paolo Baratta e la curatrice Christine Macel hanno riassunto i dati della 57ª Biennale Arte: in oltre sei mesi i visitatori sono stati 615 152, di cui il 31% formato da giovani sotto i 26 anni, a cui vanno aggiunte 23 531 presenze nei tre giorni di pre-apertura. Sono stati 5.000 i giornalisti accreditati nei giorni di pre-apertura, di cui 1.600 italiani.

## Biennale Arte 2017
La curatrice Christine Macel ha scelto come titolo dell'esposizione Viva Arte Viva « [...] un'espressione della passione per l'arte e per la figura dell'artista. Viva Arte Viva è una Biennale con gli artisti, degli artisti e per gli artisti, sulle forme che essi propongono, gli interrogativi che pongono, le pratiche che sviluppano, i modi di vivere che scelgono.»
Il percorso si sviluppava intorno a nove capitoli o famiglie di artisti, con i primi due universi nel Padiglione Centrale ai Giardini della Biennale e gli altri sette universi che si snodano dall'Arsenale sino al Giardino delle Vergini. Ogni capitolo costituisce di per sé un Padiglione transnazionale che vedeva coinvolti artisti di ogni generazione e provenienza.
- 1. Padiglione degli Artisti e dei Libri, «sulla contrapposizione tra azione e inattività, pigrizia e impegno nel fare, interrogando il modo di essere artista, le ragioni positive e negative del "fare arte" oggi, senza dimenticare di dare uno sguardo, anche se in modo sarcastico, allo stesso sistema dell'arte.»[5]
- 2. Padiglione delle Gioie e delle Paure, sul «rapporto del soggetto con la sua propria esistenza, con le sue emozioni e sentimenti, o con ciò che cerca di suscitare.»[5]
- 3. Padiglione dello Spazio Comune, che riuniva «artisti le cui opere si interrogano sul concetto del collettivo, sul modo di costruire una comunità che va oltre l'individualismo e gli interessi specifici, particolarmente presenti in un'epoca di inquietudine e di indifferenza.»[5]
- 4. Padiglione della Terra, che riuniva «allo stesso modo delle utopie, delle constatazioni e dei sogni intorno all'ambiente, al pianeta o ancora al mondo animale.»[5]
- 5. Padiglione delle Tradizioni. Le tradizioni «si ripresentano oggi nelle loro peggiori versioni, tra fondamentalismi e conservatorismi, generando rifiuto e nostalgia nei confronti dei tempi passati e supposti come migliori.»[5]
- 6. Padiglione degli Sciamani. «Tanti artisti si inseriscono nella tradizione degli "artisti-sciamani" o ancora di coloro che, secondo il termine duchampiano, diventano anche missionari, in quanto animati da una visione interiore.»[5]
- 7. Padiglione Dionisiaco, che celebrava «il corpo femminile e la sua sessualità, la vita e il piacere, con gioia e senso dell'humor, che è al centro di diverse opere di artiste donne.»[5]
- 8. Padiglione dei Colori. Dato che i colori non esistono in sé ma «sono il risultato di un processo del cervello e dell’occhio che decodifica la realtà, sembra dunque questa la fonte di un'emozione particolarmente soggettiva, che invita a riconsiderare la pertinenza degli approcci fenomenologici dell'arte.»[5]
- 9. Padiglione del Tempo e dell'Infinito. «Il tempo, come flusso, continuità incessante di mutazioni e transitorietà che sfocia nella morte, è presente nelle opere degli artisti degli anni '70, dove la performance concettuale si mischia a una riflessione sul tempo lungo e sulla perdita irrimediabile.»[5]

### Eventi paralleli
Gli artisti al centro della Mostra erano invitati a presentare documenti visivi e testuali incentrati sulle loro pratiche e sul loro stesso universo.
- Tavola Aperta (Open Table): il venerdì e il sabato di ogni settimana un artista incontrava il pubblico per presentare il proprio lavoro e dialogare con i partecipanti.
- Pratiche d'Artista, che raccoglieva un insieme di brevi video realizzati dagli artisti stessi, per far scoprire il loro universo e il loro modo di lavorare.
- La Mia Biblioteca, ispirato al saggio di Walter Benjamin pubblicato nel 1931,[N 2] permetteva agli artisti di riunire in una lista le loro letture preferite, offrendo agli stessi una fonte di reciproca conoscenza e d'ispirazione per il pubblico. Il Padiglione Stirling nei Giardini ospitava la biblioteca costituita dagli artisti e messa a disposizione del pubblico.

### Artisti invitati
Alla Biennale Arte 2017 hanno partecipato 120 artisti, di questi 103 per la prima volta, provenienti da 51 paesi.
Bas Jan Ader (Paesi Bassi, 1942-1975), Abdullah Al Saadi (Emirati Arabi Uniti, 1967), Nevin Aladağ (Turchia, 1972), Leonor Antunes (Portogallo, 1972), Rasheed Araeenm (Pakistan, 1935), Salvatore Arancio (Italia, 1974), Jelili Atiku (Nigeria, 1968), Charles Atlas (Stati Uniti, 1949), Kader Attia (Francia, 1970), Marcos Ávila Forero (Francia, 1983), Rina Banerjee, (India, 1963), Michael Beutler (Germania, 1976), McArthur Binion (Stati Uniti, 1946), Karla Black (Regno Unito, 1972), Irma Blank (Germania, 1934), Michel Blazy (Principato di Monaco, 1966), Paulo Bruscky (Brasile, 1949), Heidi Bucher (Svizzera, 1926-1993), Huguette Caland (Libano, 1931), Julian Carrière (Svizzera, 1987), Michele Cacciofera (Italia, 1969), Martín Cordiano (Argentina, 1975), Attila Csörgő (Ungheria, 1965), Pauline Curnier Jardin (Francia, 1980), Mariechen Danz (Irlanda, 1980), Edith Dekyndt (Belgio, 1960), Sebastián Díaz Morales (Argentina, 1975), Juan Downey (Cile, 1940-1993), Olafur Eliasson (Danimarca, 1967), Søren Engstad (Danimarca, 1974), Vadim Fiškin (Russia, 1965), Nicolás García Uriburu (Argentina, 1937-2016), Jianyi Geng (Cina, 1962), Sam Gilliam (Stati Uniti, 1933), Giorgio Griffa (Italia, 1936), Xiao Guan (Cina, 1983), Riccardo Guarneri (Italia, 1933), Cynthia Gutiérrez (Messico, 1978), Raymond Hains (Francia, 1926-2005), Tibor Hajas (Ungheria, 1946-1980), Petrit Halilaj (Kosovo, 1986), Anna Halprin (Stati Uniti, 1920), Liang Hao (Cina, 1983), Ayrson Heráclito (Brasile, 1968), Sheila Hicks (Stati Uniti, 1934), Andy Hope (Germania, 1930), Dawn Kasper (Stati Uniti, 1977), Hassan Khan (Regno Unito, 1975), Sung Hwan Kim (Corea del Sud, 1975), Abdoulaye Konaté (Mali, 1953), Irina Korina (Russia, 1977), Alicja Kwade (Polonia, 1979), Firenze Lai (Hong Kong, 1984), Maria Lai (Italia, 1919-2013, Teresa Lanceta (Spagna, 1951), John Latham (Zambia, 1921-2006), Mingwei Lee (Taiwan, 1964), Franck Leibovici (Francia, 1975), Sam Lewitt (Stati Uniti, 1981), Jianhua Liu (Cina, 1962), Ye Liu (Cina, 1964), Taus Machačeva (Russia, 1983), Maha Malluh (Arabia Saudita, 1959), Marwan (Siria, 1934-2016), Takesada Matsutani (Giappone, 1937), David Medalla (Filippine, 1938), Dan Miller (Stati Uniti, 1961), Peter Miller (Stati Uniti, 1978), Edible Performance (Antoni Miralda, Joan Rabascall, Dorothée Selz, Jaume Xifra), Mondrian Fan Club (David Medalla & Adam Nankervis), Ciprian Mureşan (Romania, 1977), Senga Nengudi (Stati Uniti, 1943), Ernesto Neto (Brasile, 1964), Katherine Nuñez & Issay Rodriguez (Filippine), OHO Group, Gabriel Orozco  (Messico, 1962), Philippe Parreno (Algeria, 1964), Sopheap Pich (Cambogia, 1971), Luboš Plný (Repubblica Ceca, 1961), Marko Pogačnik (Slovenia, 1944), Agnieszka Polska (Polonia, 1985), Kananginak Pootoogookk (Canada, 1951-2010), Liliana Porter (Argentina, 1941), Eileen Quinlan (Stati Uniti, 1972), Younès Rahmoun (Marocco, 1975), Edi Rama (Albania, 1964), Enrique Ramírez (Cile, 1979), Naufus Ramírez-Figueroa (Guatemala, 1978), Rachel Rose (Stati Uniti, 1986), Anri Sala (Albania, 1974), Zilia Sánchez (Cuba, 1926), Yorgos Sapountzis (Grecia, 1976), Judith Scott (Stati Uniti, 1943-2005), Hassan Sharif (Emirati Arabi Uniti,1951-2016), Nancy Shaver (Stati Uniti, 1946), Jeremy Shaw (Canada, 1977), Bonnie Ora Sherk (Stati Uniti, 1945), Shimabuku (Giappone, 1969), Kiki Smith (Germania, 1954), Frances Stark (Stati Uniti, 1967), Mladen Stilinović (Serbia, 1947-2016), Fiete Stolte (Germania, 1979), Michelle Stuart (Stati Uniti, 1933), Kishio Suga (Giappone, 1944), Koki Tanaka (Giappone, 1975), Hale Tenger (Turchia, 1960), The Play (Giappone), Achraf Touloub (Marocco, 1986), Thu Van Tran (Vietnam, 1979), Francis Upritchard (Nuova Zelanda, 1976), Erika Verzutti (Brasile, 1971), Marie Voignier (Francia, 1974), Yelena Vorobyeva & Viktor Vorobyev, Hajra Waheed (Canada, 1980), Franz Erhard Walther (Germania, 1939), John Waters (Stati Uniti, 1946), Franz West (Austria, 1947-2012), Cerith Wyn Evans (Regno Unito, 1958), Yee Soo-kyung (Corea del Sud, 1963), Tao Zhou (Cina, 1976).

## Partecipazioni nazionali
La Mostra internazionale è stata affiancata da 85 Partecipazioni nazionali negli storici Padiglioni ai Giardini, all'Arsenale e nel centro storico di Venezia. I paesi presenti per la prima volta erano tre: Antigua e Barbuda, Kiribati e Nigeria. Il Kazakistan ha partecipato per la prima volta con un proprio spazio.
Il Padiglione Italia, che occupava le Tese delle Vergini in Arsenale, era a cura di Cecilia Alemani e aveva per titolo Il mondo magico, ispirato all'omonimo libro dell'antropologo napoletano Ernesto de Martino (1948), «dedicato allo studio della magia come strumento attraverso il quale varie culture e popolazioni reagiscono a situazioni di crisi e all’incapacità di comprendere e dare forma al mondo». La curatrice Alemani ha affidato il progetto a tre artisti italiani che hanno realizzato tre nuove installazioni appositamente per la Biennale: Giorgio Andreotta Calò (Senza titolo (La fine del mondo)), Roberto Cuoghi (Imitazione di Cristo) e Adelita Husni-Bey (The Reading / La Seduta).
| Paese                | Luogo | Titolo                                                                            | Artista/i | Curatore/i | Note          |
| -------------------- | --- | --------------------------------------------------------------------------------- | --- | --- | ------------- |
| Albania              | Arsenale | Occurrence in present tense                                                       | Leonard Qylafi | Vanessa Joan Müller                                                                                             | [ 14 ]        |
| Andorra              | Istituto Provinciale Santa Maria della Pietà                                                                                        | Murmuri                                                                           | Eve Ariza | Ivan Sansa, Javier Balmaseda, Paolo De Grandis                                                                  | [ 15 ]        |
| Angola               | Venice Art Space | Magnetic Memory / Historical Resonance                                            | José António Oliveira ("António Ole") | José António Oliveira, Maria da Silva de Oliveira e Silva, Paulo Kussy Correia Fernandes                        | [ 16 ]        |
| Antigua e Barbuda    | Centro Culturale Don Orione Artigianelli                                                                                            | Frank Walter, The Last Universal Man (1926-2009)                                  | Frank Walter | Barbara Paca | [ 17 ]        |
| Argentina            | Arsenale | El problema del caballo                                                           | Claudia Fontes | Andrés Duprat                                                                                                   | [ 18 ]        |
| Armenia              | Palazzo Zenobio, Chiesa di Santa Croce degli Armeni                                                                                 | «Fiamma inextinguible», «The panters in my blossoming garden», «Border no Border» | Jean Boghossian, Rafael Megall, Miro Persolja | Bruno Corà, Demetrio Paparoni, Giorgio Grasso                                                                   | [ 19 ]        |
| Australia            | Giardini | My Horizon                                                                        | Tracey Moffatt | Natalie King | [ 20 ]        |
| Austria              | Giardini | Brigitte Kowanz ed Erwin Wurm                                                     | Brigitte Kowanz, Erwin Wurm | Christa Steinle                                                                                                 | [ 21 ]        |
| Azerbaigian          | Palazzo Lezze, Campo S. Stefano | Under One Sun. The Art of Living Together                                         | HYPNOTICA Visual Performance Group, Elvin Nabizade | Martin Roth, Emin Mammadov                                                                                      | [ 22 ]        |
| Belgio               | Giardini | Dirk Braeckman                                                                    | Dirk Braeckman | Eva Wittocx | [ 23 ]        |
| Bielorussia          | Fondamenta San Giuseppe, Castello 925                                                                                               | The Table - Il Tavolo                                                             | Roman Zaslonov, Viktar Labkovich, Sergey Talybov | Roman Zaslonov                                                                                                  | [ 24 ]        |
| Bolivia              | Scuola dei Laneri | Essencia                                                                          | Sol Mateo, Jannis Markopoulos, José Ballivián | José Bedoya Sáenz, Juan Fabbri, Gabriele Romeo                                                                  | [ 25 ]        |
| Bosnia ed Erzegovina | Palazzo Malipiero | University of Disaster                                                            | Radenko Milak in collaborazione con Roman Uranjek e international guests (Lamin Fofana, Sidsel Meineche-Hansen, Juan-Pedro Fabra Guemberena, Loulou Cherinet, Geraldine Juárez with Joel Danielsson, Nils Bech with Ida Ekblad) | Christopher Yggdre, Fredrik Svensk, Sinziana Ravini, Ana van der Vliet in collaboration with Hans-Ulrich Obrist | [ 26 ]        |
| Brasile              | Giardini | Chão de caça                                                                      | Cinthia Marcelle | Jochen Volz | [ 27 ]        |
| Canada               | Giardini | A way out of the mirror                                                           | Geoffrey Farmer | Kitty Scott | [ 28 ]        |
| Rep. Ceca Slovacchia | Giardini | Swan Song Now                                                                     | Jana Želibská | Lucia Gregorova Stach                                                                                           | [ 29 ]        |
| Cile                 | Arsenale | Werken                                                                            | Bernardo Oyarzun | Ticio Escobar                                                                                                   | [ 30 ]        |
| Cina                 | Arsenale | Continuum - Generation by Generation                                              | Tang Nannan, Wu Jian’an, Wang Tianwen, Yao Huifen | Qiu Zhijie | [ 31 ]        |
| Cipro                | Associazione Culturale Spiazzi | The Future of Colour                                                              | Polys Peslikas and Guest Artists Mirene Arsanios, Valentinos Charalambous, Neoterismoi Toumazou (Maria Toumazou, Marina Xenofontos, Orestis Lazouras) | Jan Verwoert | [ 32 ]        |
| Corea del Sud        | Giardini | Counterbalance: The Stone and the Mountain                                        | Cody Choi, Lee Wan | Lee DaeHyung | [ 33 ] [ 34 ] |
| Costa d'Avorio       | Palazzo Gabrielli Dolfin | The Juices of Time                                                                | Ouattara Wats, Jems Robert Koko bi, Joana Choumali, Kagnedjatou Joachim Silué, Raimondo Galeano | Massimo Scaringella                                                                                             | [ 35 ]        |
| Croazia              | Arsenale | Horizon of Expectations                                                           | Tina Gverovic, Marko Tadic | Branka Bencic                                                                                                   | [ 36 ]        |
| Cuba                 | Palazzo Loredan | Tiempos de la intuición...                                                        | Abel Barroso, Iván Capote, Roberto Diago, Roberto Fabelo, José Manuel Fors, Aimée García, Reynier Leyva Novo, Meira Marrero & José Ángel Toirac, Carlos Martiel, René Peña, Mabel Poblet, Wilfredo Prieto, Esterio Segura, José Eduardo Yaque | José Manuel Noceda                                                                                              | [ 37 ]        |
| Danimarca            | Giardini | Influenza: Theatre of Glowing Darkness                                            | Kirstine Roepstorff | | [ 38 ]        |
| Egitto               | Giardini | The Mountain                                                                      | Moataz Mohamed Nasr Eldin | | [ 39 ]        |
| Emirati Arabi Uniti  | Arsenale | Rock, Paper, Scissors: Positions in Play                                          | Nujoom Alghanem, Sara Al Haddad, Vikram Divecha, Lantian Xie, Mohamed Yousif | Hammad Nasar | [ 40 ]        |
| Estonia              | Palazzo Malipiero | If Only You Could See What I've Seen with Your Eyes                               | Katja Novitskova | Kati Ilves | [ 41 ]        |
| Filippine            | Arsenale | The Spectre of Comparison                                                         | Lani Maestro e Manuel Ocampo | Joselina Cruz                                                                                                   | [ 42 ]        |
| Finlandia            | Giardini | The Aalto Natives                                                                 | Erkka Nissinen e Nathaniel Mellors | Xander Karskens                                                                                                 | [ 43 ]        |
| Francia              | Giardini | Studio Venezia                                                                    | Xavier Veilhan | Lionel Bovier e Christian Marclay                                                                               | [ 44 ]        |
| Georgia              | Arsenale | Vajiko Chachkhiani: Living Dog Among Dead Lions                                   | Vajiko Chachkhiani | Julian Heynen                                                                                                   | [ 45 ]        |
| Germania             | Giardini | Faust                                                                             | Anne Imhof | Susanne Pfeffer                                                                                                 | [ 46 ]        |
| Giappone             | Giardini | Turned Upside Down, It's a Forest                                                 | Takahiro Iwasaki | Meruro Washida                                                                                                  | [ 47 ]        |
| Gran Bretagna        | Giardini | Folly                                                                             | Phyllida Barlow | Harriet Cooper, Delphine Allier                                                                                 | [ 48 ]        |
| Grecia               | Giardini | Laboratorio dei dilemmi                                                           | George Drivas | Orestis Andreadakis                                                                                             | [ 49 ]        |
| Grenada              | 417 Fondamenta delle Zattere | Bridges                                                                           | Jason deCaires Taylor, Asher Mains, Milton Williams, Alexandre Murucci, Khaled Hafez, Rashid Al Kahlifa and Mahmoud Obaidi, Zena Assi | Omar Donia | [ 50 ]        |
| Guatemala            | Palazzo Albrizzi-Capello | La Marge                                                                          | Cesar Barrios, Lourdes de la Riva (Maria De Lourdes De La Riva Gutierrez), Arturo Monroy, Andrea Prandi, Erminio Tansini, Elsie Wunderlich, El círculo mágico | Daniele Radini Tedeschi                                                                                         | [ 51 ]        |
| Indonesia            | Arsenale | 1001 Martian Homes                                                                | Tintin Wulia | Agung Hujatnikajennong                                                                                          | [ 52 ]        |
| Iran                 | Palazzo Donà dalle Rose | Tapesh, The Golden Reserve of Magmatic Thought                                    | Bizhan Bassiri | Majid Mollanoroozi                                                                                              | [ 53 ]        |
| Iraq                 | Palazzo Cavalli-Franchetti | Archaic                                                                           | Francis Alÿs, Jewad Selim, Shakir Hassan Al Said, Sadik Kwaish Alfraji, Sherko Abbas, Sakar Sleman, Nadine Hattom, Luay Fadhil e Ali Arkady | Tamara Chalabi, Paolo Colombo                                                                                   | [ 54 ]        |
| Irlanda              | Arsenale | Tremble Tremble                                                                   | Jesse Jones | Tessa Giblin | [ 55 ]        |
| Islanda              | Spazio Punch | Out of Controll in Venice                                                         | Egill Sæbjörnsson | Stefanie Böttcher                                                                                               | [ 56 ]        |
| Israele              | Giardini | Sun Stand Still                                                                   | Gal Weinstein | Tami Katz-Freiman                                                                                               | [ 57 ]        |
| Italia               | Arsenale | Il mondo magico                                                                   | Giorgio Andreotta Calò, Roberto Cuoghi e Adelita Husni-Bey | Cecilia Alemani                                                                                                 | [ 12 ]        |
| Kenya                | Scuola Statale "Palladio" | Another Country                                                                   | Arlene Wandera, Mwangi Hutter, Paul Onditi, Peterson Kamwathi, Richard Kimathi | Jimmy Ogonga | [ 58 ]        |
| Kiribati             | Palazzo Mora, Strada Nuova 3659 | ARS LONGA, VITA BREVIS! / SINKING ISLANDS, UNSINKABLE ART                         | Performance Group Kairaken Betio; Teroloang Borouea, Neneia Takoikoi, Tineta Timirau, Teeti Aaloa, Kenneth Ioane, Kaumai Kaoma, Runita Rabwaa, Obeta Taia, Tiribo Kobaua, Tamuera Tebebe, Rairauea Rue, Teuea Kabunare, Tokintekai Ekentetake, Katanuti Francis, Mikaere Tebwebwe, Terita Itinikarawa Kaeua Kobaua, Raatu Tiuteke, Kaeriti Baanga, Ioanna Francis, Temarewe Banaan Aanamaria Toom, Einako Temewi, Nimei Itinikarawa, Teniteiti Mikaere, Aanibo Bwatanita, Arin Tikiraua. Visual Artist: Daniela Danica Tepes. Performance Group Ngaon Nareau: Teata Tetoki, Raakai Ianibata, Taorobwa Bakatokia, Tekaei Kaairo, Nabiri Kaaraiti, Abetena Itaaka, Bwobwaka Bwebwere | Pelea Tehumu, Nina Tepes                                                                                        | [ 59 ]        |
| Kosovo               | Arsenale | LOST AND FOUND                                                                    | Sislej Xhafa | Arta Agani | [ 60 ]        |
| Lettonia             | Arsenale | What Can Go Wrong                                                                 | Mikelis Fišers | Inga Šteimane                                                                                                   | [ 61 ]        |
| Libano               | Arsenale Nord | ŠamaŠ (Sun Dark Sun)                                                              | Zad Moultaka | Emmanuel Daydé                                                                                                  | [ 62 ]        |
| Lituania             | Scuola di San Pasquale | R                                                                                 | Ula Tornau, Asta Vaiciulyte, Contemporary Art Centre di Vilnius | Žilvinas Landzbergas                                                                                            | [ 63 ]        |
| Lussemburgo          | Ca' del Duca | Thank you so much for the flowers                                                 | Mike Bourscheid | Kevin Muhlen | [ 64 ]        |
| Macedonia del Nord   | Arsenale | Red Carnival                                                                      | Tome Adzievski | Branislav Sarkanjac                                                                                             | [ 65 ]        |
| Malta                | Arsenale | Homo Melitensis: An Incomplete Inventory in 19 Chapters                           | Adrian Abela, John Paul Azzopardi, Aaron Bezzina, Pia Borg, Gilbert Calleja, Austin Camilleri, Roxman Gatt, David Pisani, Karine Rougier, Joe Sacco, Teresa Sciberras, Darren Tanti and Maurice Tanti Burlo' Ghaqda tal-Pawlini | Raphael Vella e Bettina Hutschek                                                                                | [ 66 ]        |
| Mauritius            | Istituto Provinciale Santa Maria della Pietà                                                                                        | Speeded Up Nature                                                                 | Michael Lalljee, Robert Rauschenberg, SEO, Jacques Désiré Wong So | Olga Jürgenson                                                                                                  | [ 67 ]        |
| Messico              | Arsenale | The Life in the Folds                                                             | Carlos Amorales | Pablo León de la Barra                                                                                          | [ 68 ]        |
| Mongolia             | Istituto Provinciale Santa Maria della Pietà                                                                                        | Lost in Tngri (Persi in Paradiso)                                                 | Chimeddorj Shagdarjav, Enkhtaivan Ochirbat, Munkhbolor Ganbold, Bolortuvshin Jargalsaikhan, Davaajargal Tsaschikher | Dalkh-Ochir Yondonjunai                                                                                         | [ 69 ]        |
| Montenegro           | Palazzo Malipiero | Čovjek-Uomo-Human                                                                 | Ivana Radovanovic e Adin Rastoder | Žana Filipovic                                                                                                  | [ 70 ]        |
| Nigeria              | Scoletta dell'arte dei battioro e tiraoro                                                                                           | How About Now?                                                                    | Peju Alatise, Victor Ehikhamenor, Quddus Onikeku | Adenrele Sonariwo                                                                                               | [ 71 ]        |
| Nuova Zelanda        | Arsenale | Lisa Reihana: Emissaries                                                          | Lisa Reihana | Rhana Devenport                                                                                                 | [ 72 ]        |
| Paesi Bassi          | Giardini | Cinema Olanda                                                                     | Wendelien Van Oldenborgh | Lucy Cotter | [ 73 ]        |
| Paesi Nordici        | Giardini | Mirrored                                                                          | Siri Aurdal, Nina Canell, Charlotte Johannesson, Jumana Manna, Pasi “Sleeping” Myllymäki e Mika Taanila | Mats Stjernstedt                                                                                                | [ 74 ]        |
| Perù                 | Arsenale | Land of Tomorrow                                                                  | Juan Javier Salazar | Rodrigo Quijano                                                                                                 | [ 75 ]        |
| Polonia              | Giardini | Sharon Lockhart. Little Review                                                    | Sharon Lockhart | Barbara Piwowarska                                                                                              | [ 76 ]        |
| Portogallo           | Villa Hériot | Medida Incerta                                                                    | José Pedro Croft | João Pinharanda                                                                                                 | [ 77 ]        |
| Romania              | Giardini e Palazzo Correr | Geta Brătescu: Apparitions                                                        | Geta Brătescu | Magda Radu | [ 78 ]        |
| Russia               | Giardini | Theatrum Orbis                                                                    | Grisha Bruskin, Recycle Group, Sasha Pirogova. Composers: Dmitri Kourliandski, Peter Aidu, Konstantin Dudakov-Kashuro. | Semion Michajlovskij                                                                                            | [ 79 ]        |
| San Marino           | Ateneo Veneto, Palazzo Rota Ivancich, Liceo Artistico Statale Palazzo Giustinian Recanati, Centro Culturale Don Orione Artigianelli | Friendship Project                                                                | Priscilla Beccari, Giancarlo Frisoni, Giovanni Giulianelli, Sisto Righi, Patrizia Taddei, Marco Tentoni, Xing Gang, Lee Kuang Yu, Zhang Wang, Zhao Wumian, Yishan, Fu Yuxiang | Vincenzo Sanfo                                                                                                  | [ 80 ]        |
| Serbia               | Giardini | Enclavia - Painting, consequence of this kind of life                             | Vladislav Šcepanovic, Milena Dragicevic, Dragan Zdravkovic | Nikola Šuica | [ 81 ]        |
| Seychelles           | Giardino della Marinaressa | "Slowly Quietly"                                                                  | Group Sez (Alyssa Adams, Tristan Adams,George Camille, Christine Chetty-Payet, Zoe Chong-Seng, Daniel Dodin, Charles Dodo, Allen Ernesta, Christine Harter, Nigel Henri, Alcide Libanotis, Marc Luc, Egbert Marday, Colbert Nourrice, Leon Radegonde, Danny Sopha | Martin Kennedy                                                                                                  | [ 82 ]        |
| Singapore            | Arsenale | Dapunta Hyang: Transmission of Knowledge                                          | Zai Kuning | | [ 83 ]        |
| Siria                | ex Cinema Redentore | Everydody admires Palmyra's Greatness                                             | Asma Alfyoumi, Giuseppe Biasio, Lina Dib, Angelo Dozio, Franca Pisani, Anas Al Raddawi, Abdullah Reda, Patrizia Dalla Valle | Emad Kashout | [ 84 ]        |
| Slovenia             | Arsenale | Newsreel 63-The Train of Shadows                                                  | Nika Autor | Andreja Hribernik                                                                                               | [ 85 ]        |
| Spagna               | Giardini | ¡Únete! Join Us!                                                                  | Jordi Colomer | Manuel Segade                                                                                                   | [ 86 ]        |
| Stati Uniti          | Giardini | Tomorrow is Another Day/Domani è un altro giorno                                  | Mark Bradford | Christopher Bedford e Katy Siegel                                                                               | [ 87 ]        |
| Sudafrica            | Arsenale | Candice Breitz, Mohau Modisakeng                                                  | Candice Breitz e Mohau Modisakeng | Lucy MacGarry e Musha Neluheni                                                                                  | [ 88 ]        |
| Svizzera             | Giardini | Women of Venice                                                                   | Teresa Hubbard e Alexander Birchler, Carol Bove | Philipp Kaiser                                                                                                  | [ 89 ]        |
| Thailandia           | InParadiso Art Gallery | Krung Thep Bangkok                                                                | Somboon Hormtientong | Numthong Sae Tang                                                                                               | [ 90 ]        |
| Tunisia              | Arsenale e Via Garibaldi | The Absence of Paths                                                              | Anonymous | Lina Lazaar | [ 91 ]        |
| Turchia              | Arsenale | Çın                                                                               | Cevdet Erek | | [ 92 ]        |
| Ucraina              | Studio Cannaregio | Parliament                                                                        | Boris Michajlov | Peter Doroshenko, Lilia Kudelia                                                                                 | [ 93 ]        |
| Ungheria             | Giardini | Peace on Earth!                                                                   | Gyula Várnai | Zsolt Petrányi                                                                                                  | [ 94 ]        |
| Uruguay              | Giardini | La Ley del Embudo - The law of the funnel - La legge dell'imbuto                  | Mario Sagradini | Gabriel Peluffo Linari                                                                                          | [ 95 ]        |
| Venezuela            | Giardini | Formas escapándose del marco                                                      | Juan Calzadilla | Morella Jurado Capecchi                                                                                         | [ 96 ]        |
| Zimbabwe             | Istituto Provinciale Santa Maria della Pietà                                                                                        | Deconstructing Boundaries: Exploring Ideas of Belonging                           | Sylvester Mubayi, Charles Bhebe, Dana Whabira, Admire Kamudzengerere | Raphael Chikukwa                                                                                                | [ 88 ]        |

### Padiglione Venezia
Il Padiglione Venezia, ai Giardini della Biennale e gestito dal Comune di Venezia, è stato affidato al curatore Stefano Zecchi. Il tema del Padiglione, con il titolo Luxus, è stato «un percorso in cui si intrecciano forme, simboli, oggetti d'arte in vetro, mosaico, tessuto, porcellana, pietra e calzature. [...] Il visitatore è accompagnato lungo un cammino che consente di comprendere come dalla materia si forma l'oggetto d'arte.»
Giornalisti ed esperti furono critici verso Luxus, in alcuni casi usando il termine "trash".

### Padiglione delle Arti Applicate
Il Padiglione delle Arti Applicate, situato nelle Sale d'armi dell'Arsenale, in collaborazione con il Victoria and Albert Museum (V&A) di Londra, è stato affidato all'artista cubano Jorge Prado e, con il titolo Display - between art and arts & crafts, era un test di idee per l'arte, il design e l'architettura e il loro rapporto con la vita quotidiana contemporanea.

### Padiglione di Forte Marghera
Dopo l'esperienza positiva della XV Mostra internazionale di architettura del 2016, gli spazi di Forte Marghera sono stati parte integrante della Biennale Arte 2017, nei quali la francese Marie Voignier ha presentato due video come strumento di provocazione e riflessione artistica. Nell'ultima sala ogni artista presente a Viva Arte Viva, per il progetto Pratiche d'Artista aveva registrato un breve video nel quale presentava sé stesso e la propria opera esposta alla Biennale.

## Eventi collaterali
23 eventi collaterali, approvati dalla curatrice Christine Macel e promossi da enti e istituzioni pubbliche e private senza scopo di lucro, sono stati organizzati in numerose sedi della città di Venezia, proponendo un'ampia offerta di contributi e partecipazioni.

## Giuria
La Giuria nominata dal Consiglio di amministrazione della Biennale:
- Manuel J. Borja-Villel (Spagna) - presidente
- Francesca Alfano Miglietti (Italia)
- Amy Cheng (Taiwan)
- Ntone Edjabe (Camerun)
- Mark Godfrey (Gran Bretagna)

## Premi

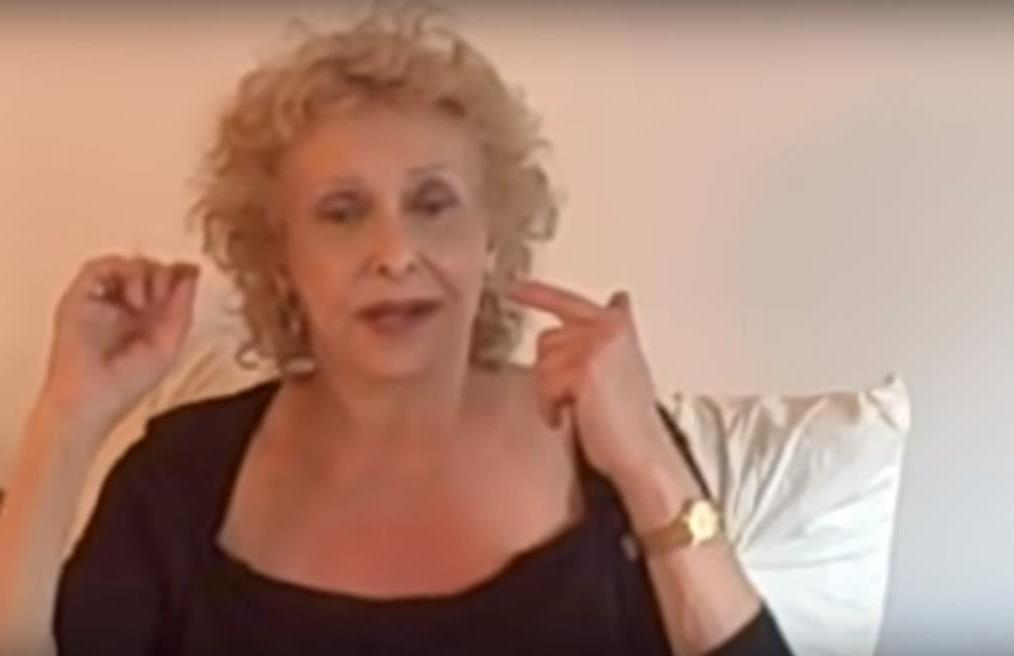
Carolee Schneemann, Leone d'oro alla carriera

La cerimonia di premiazione è avvenuta il 13 maggio 2017 a Ca' Giustinian.
- Leone d'oro per la miglior Partecipazione nazionale: Germania, per Faust di Anne Imhof
  - Menzione speciale alle Partecipazioni nazionali: Brasile, per Chão de caça di Cinthia Marcelle
- Leone d'oro per il miglior artista della Mostra Internazionale Viva Arte Viva: Franz Erhard Walther (Germania)
- Leone d'argento al giovane artista promettente: Hassan Khan (Egitto)
  - Menzioni speciali a: Charles Atlas (Stati Uniti) e Petrit Halilaj (Kosovo)

Leone d'oro alla carriera: Carolee Schneemann

## Pubblicazioni
- (IT, EN) Biennale Arte 2017 (brochure) (PDF), Venezia, La Biennale di Venezia, 2017.
- Christine Macel (a cura di), Viva Arte Viva, 2 voll., Venezia, La Biennale di Venezia, 2017, ISBN 978-88-98727-06-3.
- Christine Macel (a cura di), Viva Arte Viva - Guida breve, Venezia, La Biennale di Venezia, 2017, ISBN 978-88-98727-10-0.
- (IT, EN) Cecilia Alemani (a cura di), Il mondo magico, Venezia, Marsilio, 2017, ISBN 978-88-317-2720-4.